# Grifols
Grifols SA ist ein in Barcelona, Spanien, gegründetes und bis heute dort ansässiges  multinationales Healthcare- und Pharmaunternehmen. Es stellt hauptsächlich Derivate aus Blutplasma her und ist in dieser Sparte Marktführer in Europa. Das Unternehmen liefert auch Medizin- und Endprodukte für Testlabore. Grifols ist seit Mai 2006 an der Madrider Börse notiert und wurde im Januar 2008 in den IBEX 35 Börsenindex aufgenommen.

## Geschichte
Der Hämatologe José Antonio Grifols Roig (1885–1976) gründete 1909 in Barcelona das Instituto Central de Análisis Clínicos, Bacteriológicos y Químicos. Aus ihm gingen 1940 die Laboratorios Grifols hervor, ein Familienunternehmen, das der Gründer mit seinen beiden Söhnen Víctor († 2015) und José Antonio Grifols y Lucas († 1958) ins Leben gerufen hatte. Letzterer entwickelte 1951 ein Verfahren zur systematischen Anwendung der Plasmapherese-Technik beim Menschen, das er 1952 im British Medical Journal erstmals veröffentlichte. Seine Arbeit beruhte auf einer 320 Spender umfassenden Studie, die er auf dem 4. Internationalen Kongress für Bluttransfusionsmedizin vorstellte.
Im Jahr 1958 eröffnete das Unternehmen seine erste Plasmafraktionierungsanlage. Mitte der 1990er Jahre führte Grifols sein humanes Immunglobulin zur intravenösen Anwendung (IVIG) in den europäischen Markt ein. 2003 übernahm Grifols die Alpha Therapeutic Corporation in Los Angeles. Im März 2018 wurde die vollständige Übernahme von Haema, dem größten privaten Blutspendedienst in Deutschland, durch Grifols vereinbart, der im Dezember desselben Jahres an eine Grifols-Aktionärin, die niederländische Investmentgruppe Scranton Enterprises weiterverkauft wurde. Am 25. April 2022 übernahm Grifols den deutschen Plasmaproduzenten Biotest.

## Portfolio und Produktion
Grifols ist weltweit einer der größten Hersteller von IVIG, Albumin, Blutgerinnungsfaktor VIII und anderen Derivaten des Blutplasmas sowie von Präparaten und Materialien zur Analyse im Bereich der Immunhämatologie. Das Unternehmen verfügt über drei Anlagen zur Plasmafraktionierung mit einer Gesamtkapazität von 17 Millionen Litern pro Jahr (Stand: 2021).
- Werk Parets del Vallès, Spanien.
- Werk Los Angeles, Kalifornien, USA
- Werk Clayton, North Carolina, USA

Die Plasmaderivate von Grifols sind biologische Arzneimittel, die aus Plasma, dem flüssigen Teil des Blutes, hergestellt werden. Eine Plasmaspende erfolgt mithilfe der von Grifols 1951 entwickelten Plasmapherese-Technik. Sie ermöglicht häufigere Spenden und die Bereitstellung größerer Mengen. Die Herstellung von Plasmaderivaten ist langwierig und komplex und erfordert sowohl hohe Qualitäts- und Sicherheitsstandards als auch die Rückverfolgbarkeit aller Produktionsschritte von der Spende bis zur Anwendung beim Patienten. Dieser Prozess kann bis zu einem Jahr dauern.
Die aus Plasmaproteinen erzeugten Medikamente werden eingesetzt, um bestimmte chronische, zum Teil seltene und schwerwiegende Krankheiten zu behandeln. Gelegentlich stellen sie die einzige Behandlungsmöglichkeit dar. Immunglobuline beispielsweise werden zur Therapie primärer Immundefekte, neurologischer Erkrankungen und potenziell tödlicher Infektionen eingesetzt, vor allem bei Tollwut, Tetanus, Hepatitis B und anderen Viruserkrankungen. Albumin dient dem Ausgleich des Blut- und Proteinverlusts bei Patienten mit Leberzirrhose, Traumata, Herz-Kreislauf-Erkrankungen und schweren Verbrennungen.